# Malassimilation
Unter Malassimilation – von lateinisch malus (schlecht, schädlich, böse) und assimilare (angleichen, ähnlich machen) – wird eine beeinträchtigte, das heißt verminderte Nährstoffausnutzung aufgrund unterschiedlichster Störungen im Verdauungstrakt bezeichnet. Damit handelt es sich um einen Oberbegriff für die „Maldigestion“ und „Malabsorption“.

## Maldigestion
Bei der Maldigestion (lateinisch „schlechte Verdauung“) liegt eine Störung der (enzymatischen) Spaltung der Nahrung vor. Die Ursachen können im Bereich des Magens (Magenresektion), der Bauchspeicheldrüse (exokrine Pankreasinsuffizienz), der Leber bzw. der Gallenwege liegen sowie angeborene Enzymdefekte wie bei der Laktoseintoleranz sein.

## Malabsorption
Unter einer Malabsorption (lateinisch „schlechte Aufnahme“) versteht man einen chronischen krankhaften Zustand, bei dem die Aufnahme zuvor schon aufgespaltener (vorverdauter) Nahrungsbestandteile durch die Darmwand in die Lymph- oder Blutbahn (enterale Resorption) vermindert ist.
Ursächlich können u. a. angeborene Erkrankungen, chronisch-entzündliche Darmerkrankungen wie Colitis ulcerosa und Morbus Crohn, Überempfindlichkeitserkrankungen (Zöliakie), Infektionen (z. B. Morbus Whipple) oder postoperative Zustände (ausgedehnte Dünndarmentfernung) sein. Eine Malassimilation kann ein Symptom eines Mastzellaktivierungssyndroms (MCAS) sein.
Erkrankungen, die mit einer Malabsorption einhergehen, werden als Malabsorptionssyndrome bezeichnet.
Leitsymptome sind dabei:
- Massenstühle (>300 g Stuhlgewicht)
- übelriechende Fettstühle (Steatorrhoe); Flatulenz
- Gewichtsabnahme
- Unterversorgung mit den Vitaminen A, D, E, K, B12, Folsäure sowie mit Mineralstoffen (z. B. Calcium, Eisen), Eiweiß und Spurenelementen
- Muskelschwäche
- Haut- und Schleimhautveränderungen
- Anämie (Blutarmut)

Verschiedene Verfahren der Adipositaschirurgie, der Chirurgie zur Bekämpfung des krankhaften Übergewichts (Adipositas), nutzen die Malabsorption therapeutisch, um krankhaft übergewichtigen Patienten eine nachhaltige Reduktion ihres Übergewichts zu ermöglichen. Bei diesen Patienten wird die Malabsorption durch verschiedene chirurgische Verfahren zur Manipulation des Verdauungstraktes erreicht.
Die hierbei durch einzelne Verfahren bedingte Beeinträchtigung in der Aufnahme von fettlöslichen Vitaminen, Vitamin B12 und besonders zweiwertigen Mineralien führt jedoch zur lebenslangen Verpflichtung der Einnahme von Nahrungsergänzungsmitteln. Die adäquate Nährstoffzufuhr muss daher ärztlicherseits regelmäßig kontrolliert werden.